# الاتحاد الرياضي لوادي أميزور
الاتحاد الرياضي لوادي أميزور، هو نادٍ رياضيٌّ جزائريٌّ لكرة القدم تأسس عام 1947م.

## وصلات خارجية
- الرابطة الجزائرية المحترفة الأولى ،والثانية ، لكرة القدم